# Clemente Biondetti
Clemente Biondetti (* 18. Oktober 1898 in Buddusò, Sardinien; † 24. Februar 1955 in Florenz) war ein italienischer Automobilrennfahrer.

## Karriere

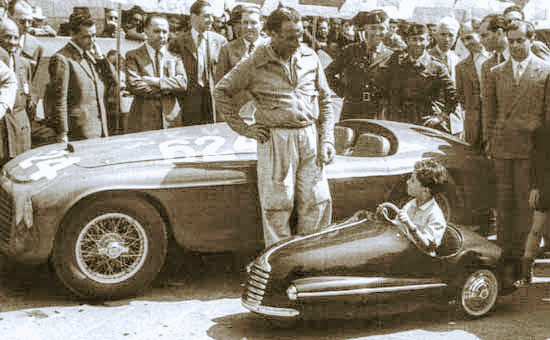
Clemente Biondetti vor seinem Ferrari 166 MM bei der Mille Miglia 1949

Clemente Biondetti gehörte zu jenen technisch versierten Fahrern, die lieber an ihren Privatwagen herumbastelten und damit Rennen bestritten, als sich großen Rennställen und der damit verbundenen Teamorder zu unterwerfen. Von 1927 an fuhr er Salmson, Bugatti und Maserati. Seine Stärke waren von jeher die großen Langstreckenrennen, wo es weniger auf ein gutes Auto als auf fahrerisches Geschick ankam. 1937 trat er dennoch dem Werksteam von Alfa Romeo bei; der Sieg bei der Mille Miglia 1938 und der dritte Platz bei der Coppa Ciano im gleichen Jahr waren seine besten Ergebnisse.
Nach dem Zweiten Weltkrieg bestritt er Rennen auf Alfa Romeo und Ferrari und entschied noch dreimal (1947, 1948 und 1949) die prestigeträchtige Mille Miglia für sich.
Nach 1950 konzentrierte er sich auf Sportwagenrennen, jedoch beeinträchtigte ihn eine Krebserkrankung so sehr, dass er 1954 vom Rennsport zurücktreten musste. Clemente Biondetti starb im darauffolgenden Jahr.
Dreimal war der Italiener auch beim 24-Stunden-Rennen von Le Mans am Start. 1938, bei seinem Debüt, sah er als Partner von Raymond Sommer knapp vor Schluss des Rennens schon wie der sichere Sieger aus, als er auf einem Alfa Romeo 8C 2900B Touring mit zwölf Runden Vorsprung in Führung lag. Ein Aufhängungsschaden nach einem Reifendefekt verhinderte jedoch den Erfolg.

## Statistik

### Statistik in der Automobil-Weltmeisterschaft

#### Gesamtübersicht
| Saison | Team               | Chassis      | Motor         | Rennen | Siege | Zweiter | Dritter | Poles | schn. Rennrunden | Punkte | WM-Pos. |
| ------ | ------------------ | ------------ | ------------- | ------ | ----- | ------- | ------- | ----- | ---------------- | ------ | ------- |
| 1950   | Clemente Biondetti | Ferrari 166T | Jaguar 3.4 L6 | 1      | −     | −       | −       | −     | −                | −      | NC      |
| Gesamt | Gesamt             | Gesamt       | Gesamt        | 1      | −     | −       | −       | −     | −                | −      |         |

#### Einzelergebnisse
| Saison | 1 | 2 | 3 | 4 | 5 | 6   | 7 |
| ------ | - | - | - | - | - | --- | - |
| 1950   |   |   |   |   |   |     |   |
|        |   |   |   |   |   | DNF |   |

| Legende  | Legende            | Legende                                                          |
| Farbe    | Abkürzung          | Bedeutung                                                        |
| -------- | ------------------ | ---------------------------------------------------------------- |
| Gold     | –                  | Sieg                                                             |
| Silber   | –                  | 2. Platz                                                         |
| Bronze   | –                  | 3. Platz                                                         |
| Grün     | –                  | Platzierung in den Punkten                                       |
| Blau     | –                  | Klassifiziert außerhalb der Punkteränge                          |
| Violett  | DNF                | Rennen nicht beendet (did not finish)                            |
| Violett  | NC                 | nicht klassifiziert (not classified)                             |
| Rot      | DNQ                | nicht qualifiziert (did not qualify)                             |
| Rot      | DNPQ               | in Vorqualifikation gescheitert (did not pre-qualify)            |
| Schwarz  | DSQ                | disqualifiziert (disqualified)                                   |
| Weiß     | DNS                | nicht am Start (did not start)                                   |
| Weiß     | WD                 | zurückgezogen (withdrawn)                                        |
| Hellblau | PO                 | nur am Training teilgenommen (practiced only)                    |
| Hellblau | TD                 | Freitags-Testfahrer (test driver)                                |
| ohne     | DNP                | nicht am Training teilgenommen (did not practice)                |
| ohne     | INJ                | verletzt oder krank (injured)                                    |
| ohne     | EX                 | ausgeschlossen (excluded)                                        |
| ohne     | DNA                | nicht erschienen (did not arrive)                                |
| ohne     | C                  | Rennen abgesagt (cancelled)                                      |
| ohne     | keine WM-Teilnahme |                                                                  |
| sonstige | P/fett             | Pole-Position                                                    |
| sonstige | 1/2/3/4/5/6/7/8    | Punktplatzierung im Sprint-/Qualifikationsrennen                 |
| sonstige | SR/kursiv          | Schnellste Rennrunde                                             |
| sonstige | *                  | nicht im Ziel, aufgrund der zurückgelegten Distanz aber gewertet |
| sonstige | ()                 | Streichresultate                                                 |
| sonstige | unterstrichen      | Führender in der Gesamtwertung                                   |

### Le-Mans-Ergebnisse
| Jahr | Team               | Fahrzeug                    | Teamkollege           | Platzierung | Ausfallgrund |
| ---- | ------------------ | --------------------------- | --------------------- | ----------- | ------------ |
| 1938 | Raymond Sommer     | Alfa Romeo 8C 2900B Touring | Raymond Sommer        | Ausfall     | Aufhängung   |
| 1951 | Clemente Biondetti | Jaguar XK 120               | Leslie Johnson        | Ausfall     | Ölpumpe      |
| 1953 | Scuderia Lancia    | Lancia D20                  | José Froilán González | Ausfall     | Motorschaden |

### Einzelergebnisse in der Sportwagen-Weltmeisterschaft
| Saison | Team               | Rennwagen     | 1   | 2   | 3   | 4   | 5   | 6   | 7   |
| ------ | ------------------ | ------------- | --- | --- | --- | --- | --- | --- | --- |
| 1953   | Lancia             | Lancia D20    | SEB | MIM | LEM | SPA | NÜR | RTT | CAP |
| 1953   | Lancia             | Lancia D20    |     | 8   | DNF |     |     |     |     |
| 1954   | Clemente Biondetti | Ferrari 250MM | BUA | SEB | MIM | LEM | RTT | CAP |     |
| 1954   | Clemente Biondetti | Ferrari 250MM | 4   |     |     |     |     |     |     |